# Hadjina attinis
Hadjina attinis là một loài bướm đêm trong họ Noctuidae.